# Nieciecz (rzeka)
Nieciecz – rzeka w województwie łódzkim w Kotlinie Szczercowskiej, lewy dopływ Widawki, o długości ok. 34 km. Swoje źródła ma w okolicach Dworszowic Pakoszowych. Do Widawki uchodzi na północ od Widawy. W rejonie ujścia Nieciecz ma około 4 metrów szerokości a przeciętna głębokość wynosi około 0,6 m. Obecnie rzeka prawie całkowicie straciła swój pierwotny charakter. Jest to wynikiem oddziaływania leja depresyjnego, powstałego w wyniku działalności Kopalni Węgla Brunatnego Bełchatów. Jej brzegi zostały zarośnięte, a na jej powierzchni rozpowszechniła się rzęsa wodna, która uniemożliwia rozwój roślinności podwodnej. Nieciecz wysycha, tylko w niektórych odcinkach płynie okresowo. Planowane połączenie cieku kanałem przelotowym z Krasówką zasilaną wodami z odwodnienia odkrywki Szczerców, nie doczekało się realizacji.
Miejscowości nad Niecieczą: Kiełczygłów, Rusiec, Widawa.